# Томпсон, Алисия
Алисия Рейчел Томпсон (англ. Alicia Rachelle Thompson; родилась 30 июля 1976 года в Биг-Лейке, штат Техас, США) — американская профессиональная баскетболистка, выступала в женской национальной баскетбольной ассоциации. Была выбрана на драфте ВНБА 1998 года в первом раунде под 9-м номером клубом «Нью-Йорк Либерти». Играла на позиции лёгкого форварда.

## Ранние годы
Алисия Томпсон родилась 30 июля 1976 года в городке Биг-Лейк (штат Техас), училась же она там же в средней школе Рейган-Каунти, в которой играла за местную баскетбольную команду.